# Стража-при-Ракі
Стража-при-Ракі (словен. Straža pri Raki) — поселення в общині Кршко, Споднєпосавський регіон, Словенія. Висота над рівнем моря: 210,5 м.